# Medama diplaga
Medama diplaga är en fjärilsart som beskrevs av George Francis Hampson 1910. Medama diplaga ingår i släktet Medama och familjen tofsspinnare. Inga underarter finns listade i Catalogue of Life.

## Bildgalleri

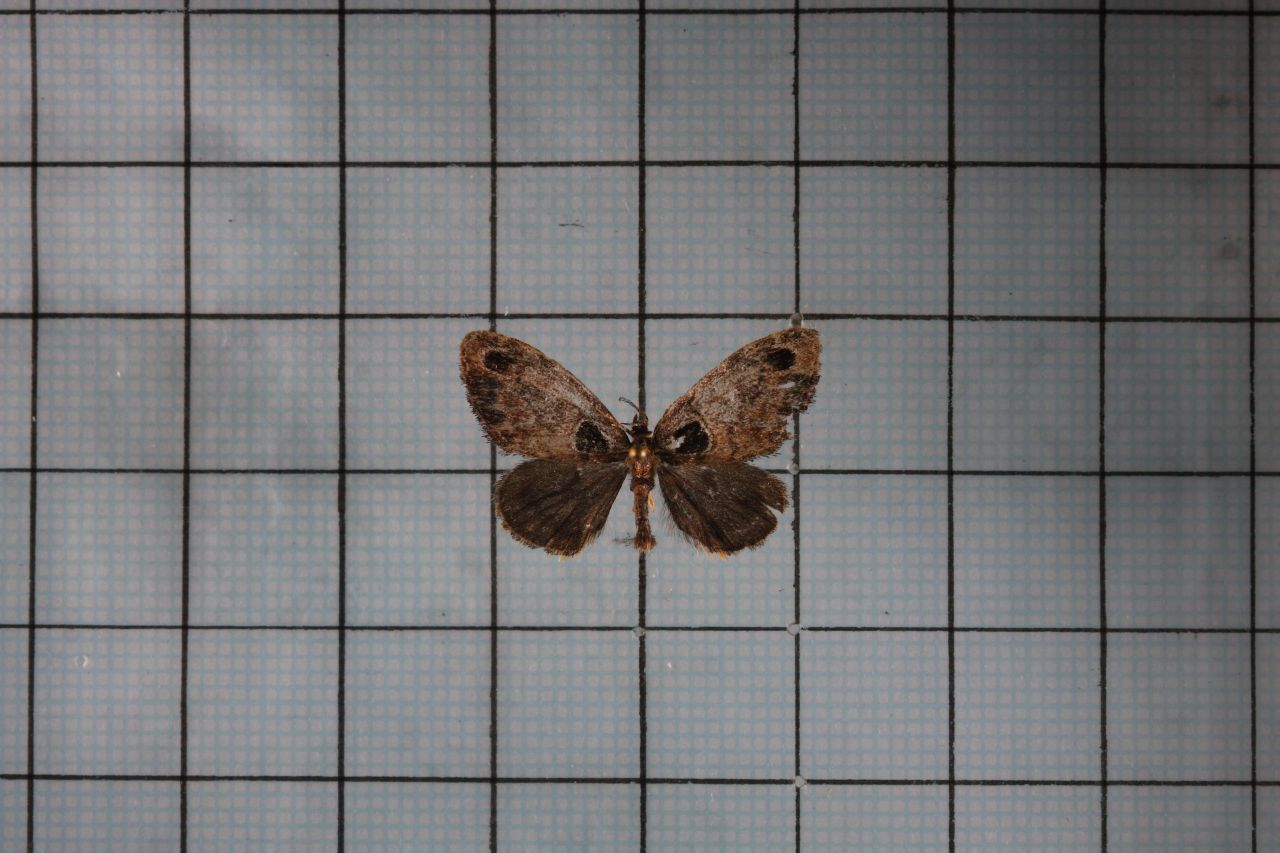